# Луццу

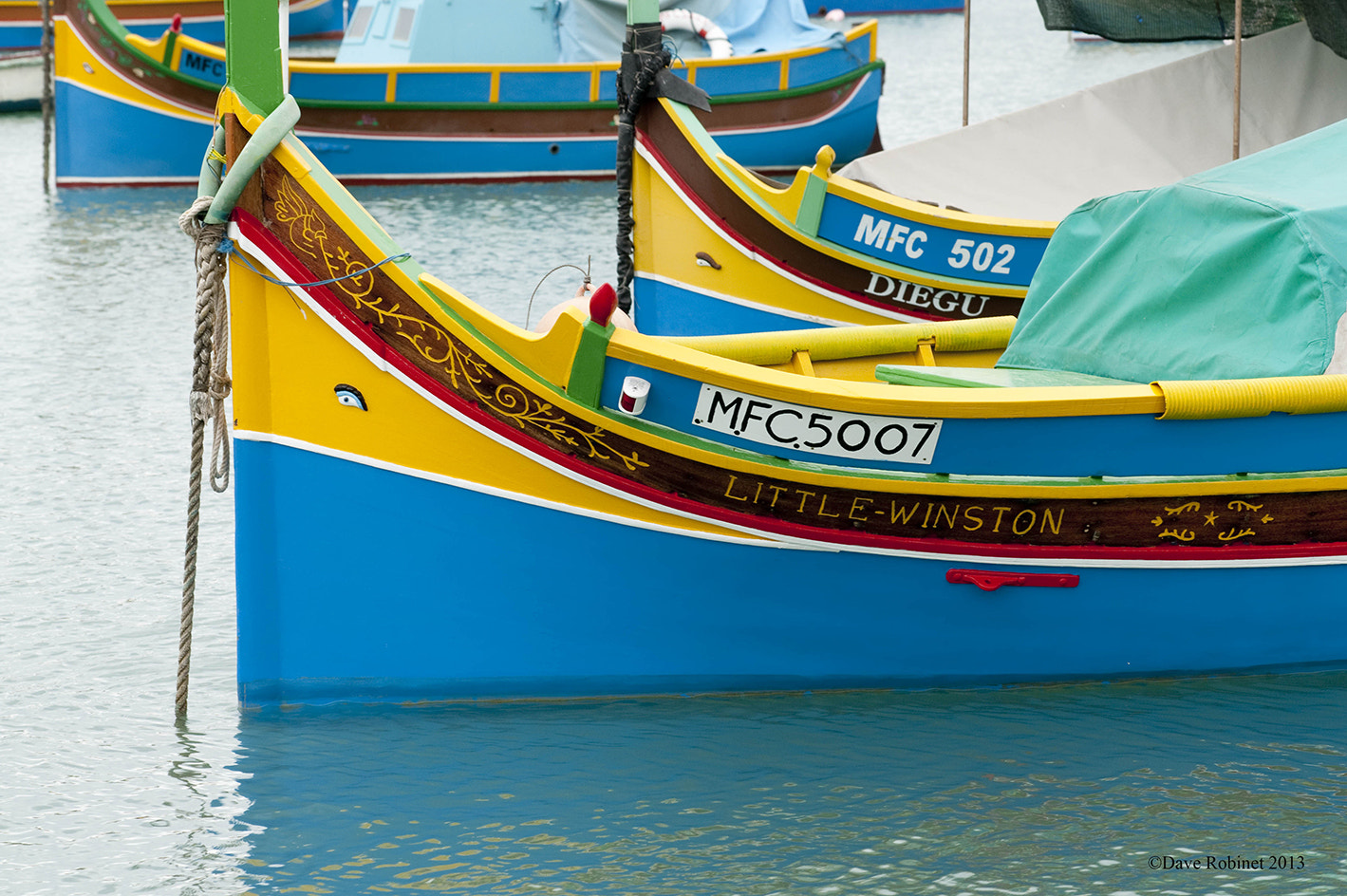
Луццу в гавані Марсашлока

Луццу (мальт. Luzzu, lutt͡su) — традиційний рибальський човен мальтійців.

## Етимологія
Слово луццу (luzzu) походить від сицилійського гуццу (guzzu), що, в свою чергу, саме походить від італійського гуццо (guzzo) — загальної назви для рибальського або транспортного судна, яке використовується в Італії та на Сицилії.

## Опис
Човни яскраво пофарбовані у жовтий, червоний, зелений та синій кольори.
На носі «луццу» зазвичай малюють очі, які символізують Око Гора, а за іншою з версій очі Осіріса. Ці очі можуть бути сучасним пережитком давнього фінікійського звичаю (що також практикувався давніми греками та єгиптянами). Очі покликані захищати рибалок від небезпек у морі.
Особливо відоме великою кількістю луцу, що пришвартовані у його гавані, рибальське містечко Марсашлокк на сході острова. Деякі з місцевих луццу переобладнані для перевезень туристів, але переважна більшість продовжує використовуватися як риболовецькі човни.
Луццу схожий на інший традиційний рибальський мальтійський човен — каїк, але принципово відрізняється від каджика гострою кормою.
Луццу часто розглядають як символ Мальти.